# Pato no tucupi

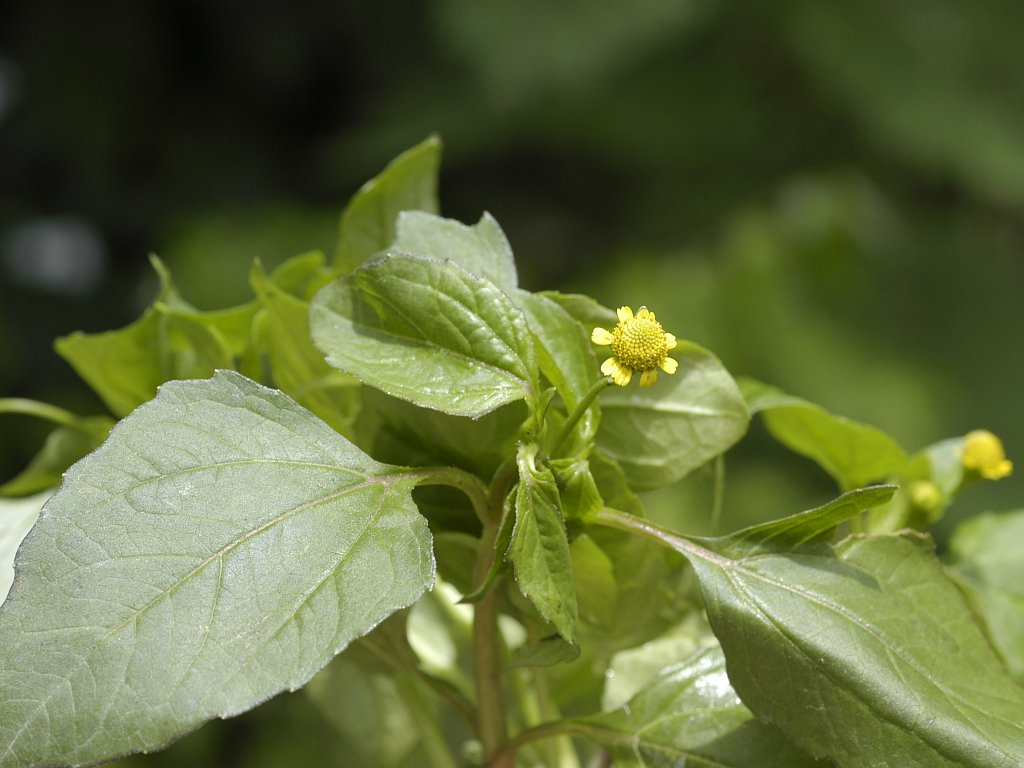
Jambu

Pato no tucupi é um prato brasileiro típico da culinária da região Norte do Brasil. É elaborado com carne de pato selvagem banhada com tucupi - líquido de cor amarela extraído da raiz da mandioca brava - temperado com jambu, erva típica da região Norte. Há preferência de acompanhamento com arroz branco cozido e também farinha-d'água de mandioca.

## Origem e Preparo do Prato
Como boa parte da culinária dos estados do Amazonas, Amapá e Pará, o "pato no tucupi" foi herdado da culinária indígena. O tucupi já era utilizado historicamente pelas populações indígenas para conservação da carne moqueada. O jambu foi um acréscimo posterior à receita.
O prato é preparado com o tempero do pato, deixado para marinar e após refogado e cozido de panela, para amaciar. Após isso o pato é destrinchado e assado no forno apenas para dourar. Na etapa final do preparo o pato é fervido com o tucupi, jambu e algumas folhas de chicória. É servido tradicionalmente com arroz branco e farinha de mandioca, além do molho de pimenta-de-cheiro.
O pato no tucupi é um dos pratos principais servidos no tradicional almoço do Círio de Nazaré, juntamente com a maniçoba. O tucupi e o jambu, ingredientes principais do prato, também estão presentes em outra iguaria amazônica à base de camarão, chamada tacacá.